# 로스웰인터내셔널
로스웰인터내셔널 유한회사(영어: Rothwell)는 코스닥 시장에 상장된 중국의 지주회사이다. 100% 자회사인 장쑤로스웰전기를 통해 중국에서 자동차 부품 연구개발, 제조 및 판매를 영위하고 있다.

## 사업장 현황
- 본사:  Unit 402, 4th Floor, Fairmont House, No. 8 Cotton Tree Drive, Admiralty Hong Kong
- 한국연락사무소: 서울특별시 영등포구 의사당대로 38

## 자회사
- 양저우보싱테크놀로지발전유한회사
- 장쑤로스웰전기유한회사